# USS Zaca (1918)
USS Zaca – frachtowiec jednośrubowy o stalowym kadłubie zbudowany na podstawie kontraktu United States Shipping Board. Ukończony w Oakland w 1918 przez firmę Moore Shipbuilding Co. Został nabyty przez United States Navy do służby w Naval Overseas Transportation Service (NOTS). Otrzymał oznaczenie Id. No. 3792 i wszedł do służby 30 grudnia 1918 w stoczni, gdzie był budowany. Pierwszym dowódcą został komandor James J. Carey, USNRF.
Po przejściu prób morskich "Zaca" załadował 7446 ton mąki w Sperry Mills Dock w Vallejo (Kalifornia) i wyszedł w rejs z Zatoki San Francisco 12 stycznia 1919, kierując się w stronę wschodniego wybrzeża USA. Gdy był w strefie Kanału Panamskiego, wziął na pokład 41 pasażerów płynących do Norfolk. Przez kanał przeszedł 30 stycznia. Do Hampton Roads dotarł 8 lutego.
"Zaca" spędził tydzień w Norfolk nabierając zapasów i przechodząc drobne naprawy przed rejsem na wody europejskie. Wypłynął 15 lutego wioząc ładunek mąki przydzielony przez United States Food Administration jako pomoc dla głodującej po I wojnie światowej Europy. Po dotarciu do Wolnego Miasta Gdańska 19 marca wyładował swój ładunek i popłynął do Stanów Zjednoczonych 4 kwietnia.
Płynąc przez Rotterdam (Holandia) i Plymouth (Anglia) "Zaca" dotarł do Nowego Jorku 29 kwietnia, wyładował balast i został wycofany ze służby 12 maja 1919, tego samego dnia przechodząc pod banderę United States Shipping Board. Pływał do października 1920, gdy spłonął w pożarze wywołanym przez rozdartą rurę paliwową. Kadłub został odholowany do Nowego Jorku, gdzie przeleżał do stycznia 1924, kiedy został zezłomowany.